# Христовий Леонтій Остапович
Христовий Леонтій Остапович (нар. 30 червня 1898, хутір Скажениковий біля с. Лютеньки Гадяцького повіту — †15 липня 1921, поблизу с. Загрунівка) — отаман повстанського загону на Полтавщині.

## Біографія
Народився у містечку Лютенька (тепер Гадяцького району Полтавської області) у заможній козацькій сім'ї. Його батько Христовий Остап Никифорович мав 70 десятин землі та власний магазин.У відомостях Лютенської сотні за 10 січня 1735 року значилися прапрадіди Христового козаки —  Юсько і Мусій. Батьки —  Христова (Діхтяренко) Серафима Тимофіївна та Остап Никифорович мали 4 синів: Василя (1888  р.н.), Миколу (1891 р.н.), Олександра (1894 р.н.), Леонтія (1898р.н.) та двох дочок: Єфросинію (1896 р.н.) Наталку (1903 р.н.).
Олександр — мол.унтер-офіцер царської армії,  був у війську УНР, де помер від тифу. Василь служив в Державній варті при Гетьманаті, розстріляний денікінцями.  Микола — єфрейтор царської армії, службу почав в 1913 році, голова лютенської "Просвіти", активний учасник повстання під проводом брата Леонтія. Розстріляний більшовиками в гадяцькій в’язниці  у 1920 році.. Його дружина Тетяна  відбула 6 років заслання як "жена бандита".
Сестра Леонтія Христового Єфросинія вийшла заміж за сина заможного козака Юрченка. Жили вони в  Білій Церкві.
Наталка, щоб убезпечити сім'ю від подальших переслідувань,  вийшла заміж за командира більшовицького ЧК, українця з Волині Луку Грицюка (Ніколая Антонова ), який був арештований та розстріляний в 1939 році, а Наталка репресована як "жена врага народа".
Леонтій Христовий брав участь у Першій світовій війні.
З листопада 1918 перебував на службі в Армії УНР. Після окупації Полтавщини більшовицькими військами з грудня 1918 пішов  у підпілля. У 1919—1920 жив у Києві, підтримував контакти з українськими підпільними патріотичними організаціями, брав участь у розробці планів повстанської боротьби проти більшовицької влади.
Влітку 1920 Христовий очолив повстанський загін, який діяв у районі Гадяча, Зінькова, Миргорода. У загоні було три піхотних, а також кавалерійська і караульна сотня. 20-22 липня 1920 загін Христового спільно з повстанцями отаманів Масюти і Мандика чинили героїчний опір частинам 14-ї більшовицької армії поблизу села Лютенька, але змушені були відступити.
Наростивши сили, 7 серпня 1920 року повстанці Христового і Коваля захопили Гадяч. Під час наступу на місто повсталі йшли під жовто-блакитним прапором, вигукуючи "Слава".  У серпні в списках повстанців налічувалося більше 1500 чоловік. Більшовики перекинули проти повсталих 7-му Володимирську дивізію, яку перед цим направили з Росії  на денікінський фронт, 185-ту бригаду ВОХР, 64-й, 488-й,489-й більшовицькі полки.
29 серпня 1920 року на околицях Лютеньки зав'язався кривавий бій.  Сили були нерівні і після дводенного бою повстанці відступили. Після відходу повстанських загонів більшовики село спалили, а більшість жителів розстріляли. Про ті трагічні дні місцевий кобзар Петро Гузь співав: "...яка страшна кара впала на Лютеньку: вісімсот дворів згоріло, пішов дим за хмари". За свідченням Андрієвського Віктора Никаноровича — громадськогор діяча, публіциста та педагога, в 1917–1918 Полтавський губернський комісар народної освіти, в Лютенці згоріли близько 1100 обійсть. Жертв ніхто не рахував. Вцілілі мешканці містечка довго ховалися в лісах, доки Лютеньку не покинув останній окупант. Лише пізніше, за приблизними підрахунками, загинуло в ті дні близько 150 повстанців та мирних мешканців Лютеньки. Такого руйнування і таких жертв Лютенька не зазнавала з 1658 року, коли містечко сплюндрували орди татар Карач-бея.
За іронією долі 7 Владімірська дивізія в вересні 1941 року була повністю розбита в Київському котлі, а командир дивізії Голіков Олександр Грігор'євіч, комісар Рогальов Федір Федорович, начальник агентури особового відділу Корніс Роберт Пєтровіч були арештовані в 1937 році та розстріляні.

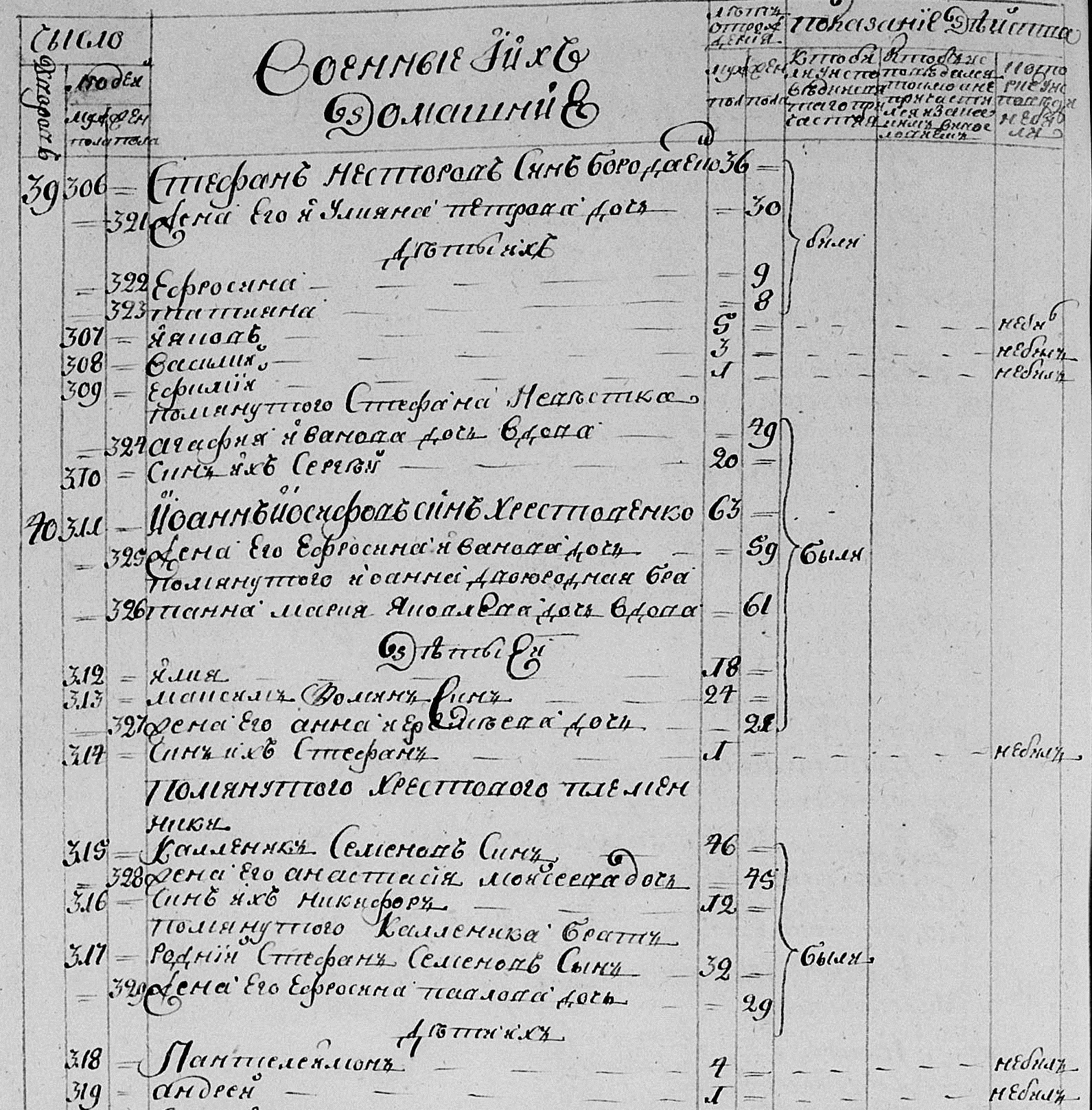
У фрагменті сповідного розпису за 1784 рік зазначений прапрапрапрадід Леонтія Христового - старий козак Іван Йосипович Хрестовенко-Христовий

Леонтій Христовий загинув у бою з маневреною групою міліції Матяш Кость Олексійович[2] 15 липня 1921 у селі Загрунівка (тепер Полтавська область). Тіло було перевезено до Зінькова та після слідчих дій було захоронено на місцевомо кладовищі. Свідок тих подій, Роман Суслик у своїх спогадах згадує, що мешканці міста кожен раз впорядковували могилу отамана після кожного знищення її більшовиками. Константин Матяш, командир більшовицького загону в якому служили переважно місцеві колоборанти та який брав участь в бою коли загинув Леонтій, також був репресований та розстріляний 24.10.1937 року.На три місяці раніше органами НКВС був розстріляний ще один колоборант, соратник Матяша К. - Огій Яків Родіонович.
За те що мав прізвище Христовий був репресований Христовий Микола Олексійович, з с. Паськівка, Решетилівської волості. В кримінальній справі він фігурує як брат отамана Леонтія Христового.

## Вшанування пам'яті
У селі Лютенька перейменували вулицю Капітана Печонкіна на вулицю Леонтія Христового.